# Pametni merilnik
Pametni merilniki so elektronske naprave, ki samodejno beležijo podatke, kot so poraba električne energije, napetost, tok in faktor moči. Izraz se pogosto nanaša na števec električne energije, vendar pa lahko pomeni tudi napravo za merjenje porabe zemeljskega plina, vode ali daljinskega ogrevanja, vode, kakovosti zraka ... 
Potrošniku sporočajo informacije o porabi. Dobaviteljem električne energije in drugih energentov, ki se daljinsko distribuirajo, omogočajo nadzor sistemov in obračun strankam. Pametni merilniki običajno beležijo porabo energije skoraj v realnem času in redno poročajo v kratkih intervalih. 
Omogočajo dvosmerno komunikacijo med merilnikom in centralnim sistemom. Napredna merilna infrastruktura (AMI) se od samodejnega odčitavanja števca (AMR) razlikuje po tem, da omogoča dvosmerno komunikacijo med merilnikom in dobaviteljem. Komunikacija od števca do omrežja je lahko brezžična ali prek fiksnih žičnih povezav, kot je nosilec daljnovoda. 

## Princip delovanja
Pametni merilniki se namestijo na odjemnih oziroma merilnih mestih z namenom, da se avtomatsko in zanesljivo zabeležijo različni podatki (informacije o porabljeni energiji, čas uporabe …) Podatki se v določenem času preko komunikacijskega vmesnika posredujejo preko omrežja do podatkovne baze. Več različnih pametnih merilnikov skupaj tvori napredno merilno infrastrukturo (AMI), ki predstavlja mrežo senzorjev za pametno omrežje.

## Kratka zgodovina
Leta 1972 je Theodore Paraskevakos med sodelovanjem z Boeingom razvil senzorski sistem za nadzor, ki je uporabljal digitalni prenos za varnostne, požarne in medicinske alarmne sisteme ter zmogljivosti odčitavanja števcev. Ta tehnologija je bila del samodejnega sistema za identifikacijo telefonske linije, ki je zdaj znan kot ID klicatelja.